# Robert E. Rose
Robert E. Rose (* 7. Oktober 1939 in Orange, New Jersey; † 14. Februar 2022 in Reno, Nevada) war ein US-amerikanischer Jurist und Politiker. Zwischen 1975 und 1979 war er Vizegouverneur des Bundesstaates Nevada.

## Werdegang
Nach einem Jurastudium und seiner Zulassung als Rechtsanwalt begann Robert Rose in diesem Beruf zu arbeiten. Politisch schloss er sich der Republikanischen Partei an. Im Jahr 1974 wurde er an der Seite von Mike O’Callaghan zum Vizegouverneur von Nevada gewählt. Dieses Amt bekleidete er zwischen 1975 und 1979. Dabei war er Stellvertreter des Gouverneurs und Vorsitzender des Staatssenats.
Zwischen 1989 und 2007 war Robert Rose Richter am Supreme Court of Nevada. Dabei stieg er bis zum Chief Justice auf. Seit 2007 ist er als juristischer Schlichter in den verschiedensten Branchen und Bereichen tätig.